# Martin Wong
Martin Wong, en chino: 王智騫, (China, 22 de marzo de 1997) es un modelo y actor de Hong Kong. Debido a su imagen saludable y su brillante sonrisa, ha interpretado el papel de un estudiante en diferentes anuncios, y los internautas lo apodaron "la copia de Ke Chen-tung". En 2017, firmó oficialmente un contrato para convertirse en actor profesional con Sun Entertainment Culture. En el mismo año, comenzó a filmar películas. Entre otras, ha participado en la película "Hot Blood Choir" con Andy Lau, Lu Guanting y otros.

## Trayectoria

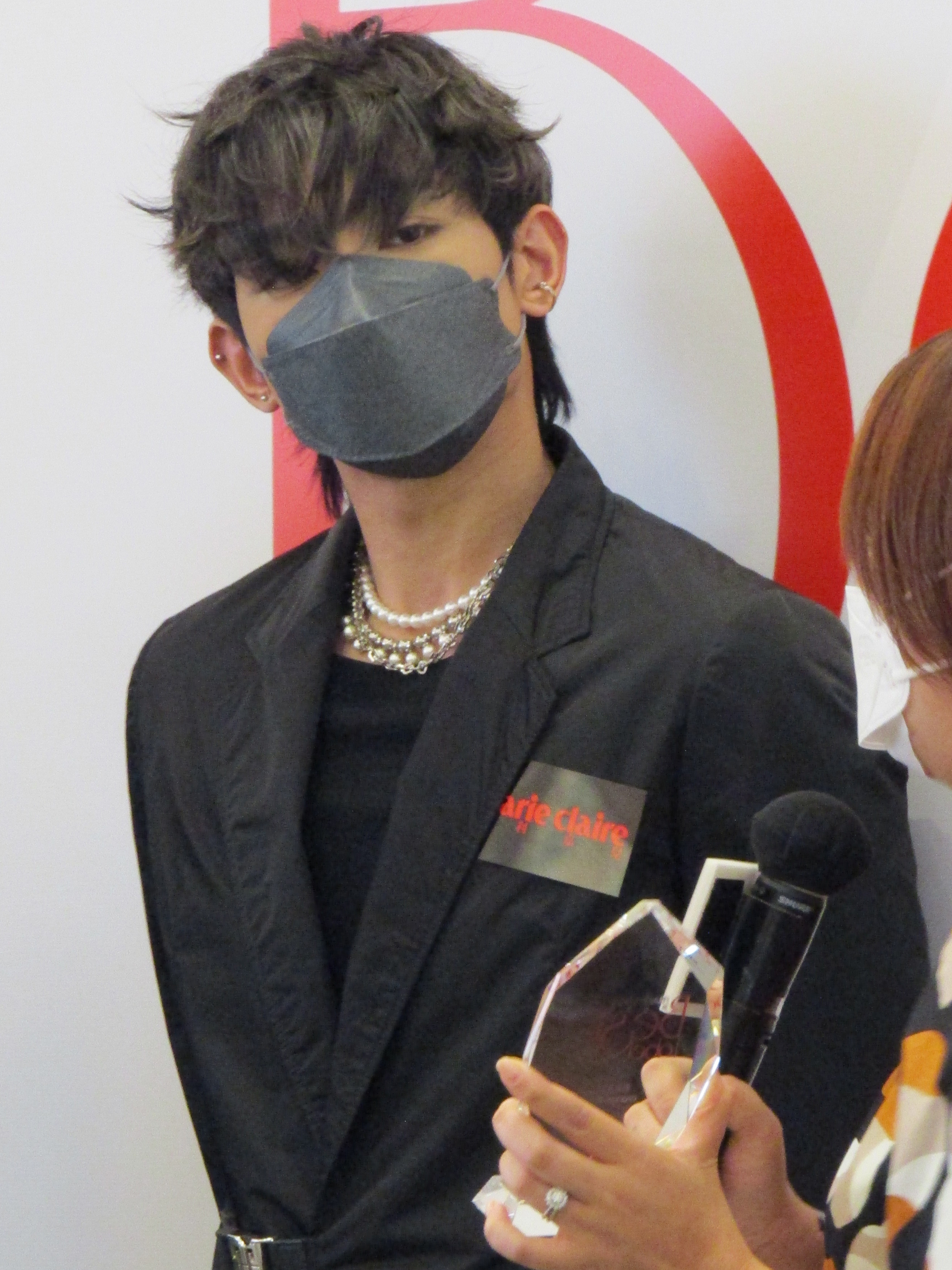
30 de agosto de 2022 en Miramar Plaza

### Obra en televisión
| Año de estreno | Nombre del episodio | Nombre de rol | Canal |
| -------------- | ------------------- | ------------- | ----- |
| 2022           | " YO NADO "         | Cheng zifan   | ViuTV |

### Dramas en internet
| Año de estreno | Nombre del episodio                          | Nombre de rol | Canal            |
| -------------- | -------------------------------------------- | ------------- | ---------------- |
| 2019           | " El novio de todas las cosas de Pine Cone " |               |                  |
| 2020           | " Estrellas seleccionables "                 | Xiaoyingzi    | Televisión mango |
| 2020           | " Enamórate de los gatos "                   | Chen Qingyang | IQIYI            |
| 2020           | " Déjate el arsénico a ti mismo "            | Zhang le      | Hmvod, netflix   |
| 2021           | " La más hermosa del mundo "                 | Tu sol        | Video Tencent    |

### Películas
| Año de lanzamiento | Título de la película      | Nombre de rol |
| ------------------ | -------------------------- | ------------- |
| 2019               | " Ocho mujeres, un drama " | Chengyuan     |
| 2020               | " Sangre Caliente "        | feng xinxi    |

### Otros
| Años | Compañía vinculada  |
| ---- | ------------------- |
| 2016 | Queriendo           |
|      | SONY                |
|      | Pastel de jardín    |
|      | Vitasoy             |
|      | Todo el mundo feliz |

### Series
| Año de lanzamiento | Nombre de la micropelícula            |
| ------------------ | ------------------------------------- |
| 2015               | Reloj Seiko Seiko: "El mejor momento" |

### Vídeo musical
| Año de estreno | Nombre                                   |
| -------------- | ---------------------------------------- |
| 2017           | "Mantente a salvo" (versión en mandarín) |